# Liste der Naturdenkmale in Hochheim am Main
Die Liste der Naturdenkmale in Hochheim am Main nennt die im Gebiet der Stadt Hochheim am Main im Main-Taunus-Kreis in Hessen gelegenen Naturdenkmale.
| Bild            | Bezeichnung                              | Ortsteil, Lage                          | Beschreibung | Art        | Nr. |
| --------------- | ---------------------------------------- | --------------------------------------- | --- | ---------- | --- |
| Fotos hochladen | Platane an der Burgeff-Villa in Hochheim | Hochheim 50° 0′ 39,9″ N, 8° 20′ 46,1″ O | 150–200 Jahre alt. Der riesige Stammumfang von über 7 m der durch ihre große Krone weithin sichtbaren Platane dürfte im Main-Taunus-Kreis einmalig sein. | Einzelbaum | 57  |

## Belege
1. ↑  
Naturdenkmale im Main-Taunus-Kreis (Stand September 2014). (pdf; 18,8 MB) in Umweltbericht Main-Taunus-Kreis 2014. Main-Taunus-Kreis; Der Kreisausschuss; Amt für Bauen und Umwelt, September 2014, S. 30–32, archiviert vom Original (nicht mehr online verfügbar) am 21. April 2016; abgerufen am 17. April 2016.
2. ↑  
Naturdenkmale in Hessen. (pdf; 405 kB) Anlage zu Kleine Anfrage der Abg. Ursula Hammann (BÜNDNIS 90/DIE GRÜNEN) vom 15.04.2011 betreffend Biotopverbund Teil 2 und Antwort der Ministerin für Umwelt, Energie, Landwirtschaft und Verbraucherschutz. Hessischer Landtag, 22. Juni 2011, S. 39–43, abgerufen am 4. Februar 2016.
3. ↑  
Platane in Hochheim/Main. www.baumkunde.de, abgerufen am 6. Februar 2022.

- Karte mit allen Koordinaten:
- OSM |
- WikiMap